# 1977 في فرنسا
فيما يلي قوائم الأحداث التي وقعت خلال عام 1977 في فرنسا.

## أحداث
- 27 يونيو – الدورة 1 للجنة التراث العالمي

## سياسة

### تعيين في المنصب
- 20 مارس – جاك شيراك عمدة باريس [الإنجليزية]‏.
- 26 مارس – جان لاسال رئيس بلدية [الإنجليزية]‏.

### انتهاء فترة المنصب
- 1 يناير – بيير باربييه رئيس بلدية [الإنجليزية]‏.

## رياضة
- 1 يناير – جائزة فرنسا الكبرى للدراجات النارية 1977
- 1 يناير – دورة فرنسا المفتوحة 1977
- 1 يناير – سباق طواف فرنسا 1977 الفائز برنارد تيفينيه.
- 3 يوليو – جائزة فرنسا الكبرى 1977 الفائز ماريو أندريتي.

## أفلام
من الأفلام التي صدرت هذه السنة في فرنسا:
- 1 يناير – السفراء من إخراج الناصر القطاري.
- 1 يناير – السمك القاتل من إخراج Antonio Margheriti [الإنجليزية]‏.
- 1 يناير – مدام روزا من إخراج موسى مزراحي.

## مواليد

### يناير
- 1 يناير – كارولين دوساي
- 11 يناير – كريستيان باور
- 18 يناير – جان باتريك نازون درّاج طريق فرنسي.
- 18 يناير – ديدييه دينارت لاعب كرة يد فرنسي.
- 23 يناير – جوزفين دي ميو ممثلة فرنسية.
- 26 يناير – جان ميشيل سيغر لاعب كرة قدم فرنسي.

### فبراير
- 8 فبراير – عثمان دابو لاعب كرة قدم فرنسي.
- 9 فبراير – نيكولا كوتيلوت لاعب كرة مضرب فرنسي.
- 15 فبراير – رشيدة براكني
- 22 فبراير – جان باتيست برلنت لاعب كرة مضرب فرنسي.
- 28 فبراير – جان فرانسوا ريفيير لاعب كرة قدم فرنسي.

### مارس
- 7 مارس – جيروم فرنانديز لاعب كرة يد فرنسي.
- 18 مارس – ويلي سانيول لاعب كرة قدم فرنسي.

### أبريل
- 30 أبريل – ليليان كومبان لاعب كرة قدم فرنسي.

### مايو
- 7 مايو – غريغوري بايزلي لاعب كرة قدم فرنسي.
- 12 مايو – لويس رونان شيسي
- 22 مايو – جان كريستوف بيرو درّاج طريق فرنسي.
- 23 مايو – تيري روبرت لاعب كرة سلة فرنسي.

### يونيو
- 11 يونيو – جان فرانسوا باشيلو لاعب كرة مضرب فرنسي.
- 12 يونيو – أنا تيخوكس
- 22 يونيو – فريديريك فايس لاعب كرة سلة فرنسي.
- 29 يونيو – بيتر بولي دراج فرنسي.
- 30 يونيو – كريستوف لاندرين لاعب كرة قدم فرنسي.

### يوليو
- 6 يوليو – أودري فلورت ممثلة فرنسية.
- 24 يوليو – سيدريك أنسيلين لاعب كرة قدم فرنسي.
- 26 يوليو – كريستوف لوران درّاج طريق فرنسي.
- 27 يوليو – رضا كاتب ممثل فرنسي.

### أغسطس
- 7 أغسطس – ألكسندر أجا
- 8 أغسطس – دانييل موريرا لاعب كرة قدم فرنسي.
- 8 أغسطس – رومين بيتاو لاعب كرة قدم فرنسي.
- 9 أغسطس – ميكائيل سيلفيستر لاعب كرة قدم فرنسي.
- 16 أغسطس – أنتوني برايزات لاعب كرة قدم فرنسي.
- 17 أغسطس – تييري هنري لاعب كرة قدم فرنسي.
- 17 أغسطس – ويليام غالاس لاعب كرة قدم فرنسي.
- 27 أغسطس – مارشال روبين لاعب كرة قدم فرنسي.

### سبتمبر
- 2 سبتمبر – فريديريك كانوتيه لاعب كرة قدم.
- 8 سبتمبر – جوليان فارليت لاعب كرة مضرب فرنسي.
- 9 سبتمبر – سيباستيان جمبرت متسابق دراجات نارية فرنسي.
- 30 سبتمبر – يان سيباستيان يوريه لاعب كرة قدم فرنسي.

### أكتوبر
- 5 أكتوبر – كريستيان باسيلا لاعب كرة قدم فرنسي.
- 7 أكتوبر – سيباستيان دي شوناك لاعب كرة مضرب فرنسي.
- 8 أكتوبر – آن كارولين شاوسون درّاجة طريق فرنسية.
- 11 أكتوبر – جيريمي جانوت لاعب كرة قدم فرنسي.
- 15 أكتوبر – دافيد تريزيغيه لاعب كرة قدم فرنسي.
- 19 أكتوبر – حبيب بييه لاعب كرة قدم سنغالي.
- 22 أكتوبر – سمير عزيماني متزحلق جبال الألب مغربي.
- 31 أكتوبر – سلفياني فيليكس رياضية فرنسية.

### نوفمبر
- 29 نوفمبر – سيدريك أوراس لاعب كرة قدم فرنسي.

### ديسمبر
- 1 ديسمبر – جوزيف-ديزيريه جوب لاعب كرة قدم كاميروني.
- 8 ديسمبر – سيباستيان شابال لاعب رغبي فرنسي.
- 16 ديسمبر – سيلفان ديستان لاعب كرة قدم فرنسي.
- 17 ديسمبر – أرنو كليمان لاعب كرة مضرب فرنسي.
- 21 ديسمبر – إيمانويل ماكرون سياسي وموظف سامي ومصرفي استثماري سابق فرنسي و رئيس فرنسا.

## وفيات

### يناير
- 12 يناير – هنري جورج كلوزو (مواليد 1907)
- 14 يناير – أناييز نين (مواليد 1903)

### أبريل
- 11 أبريل – جاك بريفير (مواليد 1900)

### مايو
- 7 مايو – جين جالزي (مواليد 1883) كاتبة سير فرنسية.

### يوليو
- 7 يوليو – أوجين كريكوي (مواليد 1893) ملاكم فرنسي.

### أغسطس
- 8 أغسطس – جواشون (مواليد 1894) مستشرقة فرنسية.
- 17 أغسطس – روجر نيكولا (مواليد 1919) ممثل فرنسي.

### أكتوبر
- 25 أكتوبر – فيليكس غوان (مواليد 1884) سياسي فرنسي.

### نوفمبر
- 3 نوفمبر – أرماند لونيل (مواليد 1892)
- 5 نوفمبر – رينيه جوسيني (مواليد 1926)
- 6 نوفمبر – جان بلانزات (مواليد 1906) كاتب فرنسي.

### ديسمبر
- 3 ديسمبر – فرديناند ويليام (مواليد 1887)
- 24 ديسمبر – برنار غريغوري (مواليد 1919) فيزيائي فرنسي.